# Pandémie de Covid-19 au Kosovo
La pandémie de Covid-19 au Kosovo démarre officiellement le 13 mars 2020. À la date du 31 octobre 2022, le bilan est de 3 192 morts.

## Chronologie
Les deux premiers cas de Covid-19 au Kosovo sont signalés le 13 mars 2020. Il s'agit d'un homme de 77 ans originaire de Vitina et d'une Italienne d'une vingtaine d'années travaillant à Klinë.

## Statistiques

Nombre de cas au Kosovo depuis le début de l'épidémie.

Nombre de morts au Kosovo depuis le début de l'épidémie.